# Cytokinin

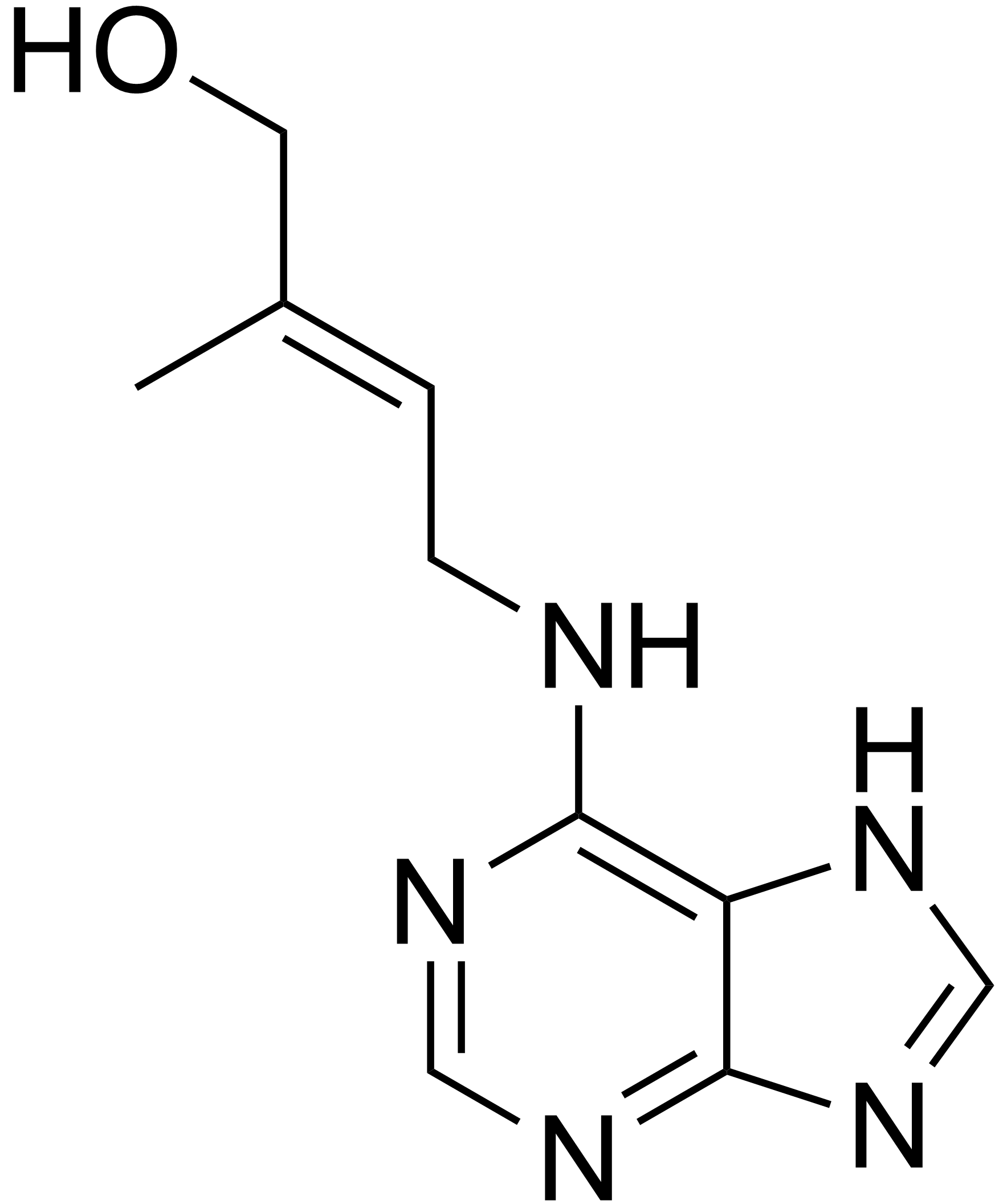
Cytokininet zeatin har fått sitt namn från majs (Zea) som det upptäcktes i.

Cytokininer är en grupp av växthormoner som främjar celldelning eller cytokines i växternas rötter och skott. De medverkar främst vid cellernas tillväxt och differentiering men påverkar också apikal dominans, axillärknoppars tillväxt och motverkar lövfällning. Folke Skoog upptäckte deras verkan på 1940-talet vid försök på tobaksplantor med kokosmjölk och sillmjölke.
Det finns två typer av cytokininer: å ena sidan cytokininer av adenintyp, som kinetin, zeatin och 6-bensylaminopurin och å andra sidan cytokininer av fenylureatyp som difenylurea och tidiazuron (TDZ). De flesta cytokininer av adenintyp syntetiseras i rötterna. Kambier och andra vävnader med aktiv celldelning syntetiserar också cytokininer. Inga cytokininer av fenylureatyp har hittats hos växter.Cytokininer deltar som signalsubstanser både lokalt och på långdistans, utnyttjar samma transportmekanismer som puriner och nukleosider och transporteras normalt i xylemet.
Cytokininer verkar tillsammans med auxin, ett annat växthormon, och har i allmänhet en motsatt effekt.
Den här artikeln är helt eller delvis baserad på material från engelskspråkiga Wikipedia.